# Jadwiga Stanek-Tarkowska
Jadwiga Stanek-Tarkowska – polska agronom, geograf, dr hab. nauk rolniczych, profesor uczelni i dyrektor Instytutu Nauk Rolniczych, Ochrony i Kształtowania Środowiska, Kolegium Nauk Przyrodniczych Uniwersytetu Rzeszowskiego.

## Życiorys
W 1998 ukończyła studia geograficzne na Uniwersytecie Śląskim w Katowicach. W 2003 r. na Wydziale Nauk o Ziemi Uniwersytetu Śląskiego obroniła pracę doktorską pt. Właściwości fizykochemiczne wody infiltrującej w utworach powierzchniowych wybranych części Pustyni Błędowskiej, przygotowaną pod kierunkiem prof. Aliny Kabaty-Pendias. W 2018 r. habilitowała się na Wydziale Biologiczno-Rolniczym Uniwersytetu Rzeszowskiego na podstawie pracy zatytułowanej Wpływ systemów uprawy roli i odłogowania na właściwości fizyczne, chemiczne i aktywność biologiczna gleb. 
Jest profesorem uczelni i dyrektorem Instytutu Nauk Rolniczych, Ochrony i Kształtowania Środowiska w Kolegium Nauk Przyrodniczych Uniwersytetu Rzeszowskiego.